# Road House (2024)
Road House is een Amerikaanse actiefilm uit 2024, geregisseerd door Doug Liman naar een scenario van Anthony Bagarozzi en Chuck Mondry. De film is een remake van de gelijknamige film uit 1989.

## Verhaal
Dalton (Jake Gyllenhaal) is een voormalig UFC-vechter die uitsmijter is geworden bij een wegrestaurant in Florida Keys, eigendom van Frankie (Jessica Williams). Ze krijgen te maken met bedreigingen van een criminele bende onder leiding van Brandt (Billy Magnussen), waarbij Daltons gewelddadige verleden aan het licht komt. Wanneer hij wordt geconfronteerd met Knox (Conor McGregor), een huurmoordenaar, escaleren de vechtpartijen en het bloedvergieten.

## Rolverdeling
| Acteur           | Personage     |
| ---------------- | ------------- |
| Jake Gyllenhaal  | Elwood Dalton |
| Daniela Melchior | Ellie         |
| Billy Magnussen  | Ben Brandt    |
| Jessica Williams | Frankie       |
| Lukas Gage       | Billy         |
| Darren Barne     | Sam           |
| Conor McGregor   | Knox          |
| Austin Post      | Carter        |
| Beau Knapp       | Vince         |

## Productie
In november 2013 begon Metro-Goldwyn-Mayer met de ontwikkeling van de film, waarbij Rob Cohen zou regisseren en Michael Stokes het scenario zou schrijven. In september 2015 hadden Cohen en Stokes het project verlaten terwijl Ronda Rousey de hoofdrol kreeg. Het filmen zou naar verwachting ergens het volgende jaar beginnen. De volgende maand kwam Nick Cassavetes aan boord als schrijver en regisseur. Het project werd uiteindelijk uitgesteld tot november 2021 en MGM begon een nieuwe poging, met Jake Gyllenhaal in de hoofdrol en Doug Liman voor de regie. Een zoektocht naar een nieuwe schrijver begon en een eerder ontwerp van Anthony Bagarozzi en Chuck Mondry werd herzien. In augustus 2022 had Sheldon Turner een herschrijving van het script ingediend. Uiteindelijk werd het verhaal toegeschreven aan Bagarozzi en Mondry en de verhaalschrijver van het origineel, David Lee Henry.
Het project kreeg in augustus 2022 officieel groen licht van de Amazon Studios voor Prime Video. De filmopnames gingen op 23 augustus 2022 van start in de Dominicaanse Republiek.

## Release
Road House ging op 8 maart 2024 in première als openingsfilm van het South by Southwest-festival.